# Hugues d'Arcy (prélat du XIIIe siècle)
Pour les articles homonymes, voir Hugues d'Arcy et d'Arcy.
Hugues d'Arcy, mort le 29 septembre 1298, est un évêque français du XIIIe siècle, membre de la famille seigneuriale d'Arcy-sur-Cure. Il est l'oncle de Hugues d'Arcy, évêque de Laon puis archevêque de Reims, et possiblement le frère ou le cousin de Jean d'Arcy qui occupe successivement les sièges de Mende, d'Autun et de Langres, et/ou de Jean d'Arcy abbé de Ferrières, Vézelay et Corbie. (En revanche Pierre d'Arcy, évêque de Troyes, et son frère Nicolas d'Arcy, évêque d'Auxerre, sont assurément d'Arcis-sur-Aube).

## Biographie
Hugues est élu évêque d'Autun en  1286. En mars 1287 est  conclue la célèbre transaction entre Raoul de Thourotte, archevêque de Lyon et Hugues d'Arcy, évêque d'Autun.  Les principaux articles conviennent que si l'un des deux évêques meurt, le survivant aura l'administration du temporel et spirituel de l'Eglise vacante, et que les châteaux et fortifications appartenant à l'évêché lui seront remis. La même année meurt Raoul de Thourotte, et Hugues est donc chargé de l'administration de Lyon. Hugues a une seconde fois l'administration de Lyon, par la promotion de l'archevêque Bérard de Got au cardinalat en 1304.
Il établit les chanoines d'Aigue-Perse en 1288 et fond le chapitre de la Préé avec Guy son frère, chanoine d'Autun,et Jean D'Arcy leur neveu,  chambellan du duc. Il souscrit à la fondation de l'hôpital Saint-Julien à Moulins, faite par Robert de Clermont, seigneur de Bourbon-l'Archambaut, fils de saint Louis.
Hugues comble de biens son église, fait l'acquisition de la moitié de la terre de Glêne, bâtit les châteaux de Lucenay et de Saint-Denis-de-Vaux  et une grande partie de la maison épiscopale,  pour la défense de laquelle il fait construire deux grandes tours.